# هيو مارش
هيو مارش هو عازف جاز كندي، ولد في 5 يونيو 1955 في مونتريال في كندا.

## وصلات خارجية
- هيو مارش على موقع IMDb (الإنجليزية)
- هيو مارش على موقع ميوزك برينز (الإنجليزية)
- هيو مارش على موقع أول موفي (الإنجليزية)
- هيو مارش على موقع أول ميوزيك (الإنجليزية)
- هيو مارش على موقع ديسكوغز (الإنجليزية)
- هيو مارش على موقع قاعدة بيانات الفيلم (الإنجليزية)
- هيو مارش على موقع كينوبويسك (الروسية)